# Hemipeplus klematanicus
Hemipeplus klematanicus es una especie de coleóptero de la familia Mycteridae.

## Distribución geográfica
Habita en Sarawak (Malasia).